# Андоньєв Сергій Михайлович
Сергі́й Миха́йлович Андо́ньєв (нар. 9 (22) вересня 1910, Харків — 1984) — український радянський вчений у галузі металургії, доктор технічних наук, професор. Розробив систему випарного охолодження металургійних печей (доменних, мартенівських), що широко використовується в багатьох країнах світу. Досліджував питання промислового водопостачання й очищення повітряного й водного басейнів.

## Біографія
Народився у місті Харкові у родині лікарів. Його батько — Михайло Георгійович Андоньєв, під час Першої російської революції, займався агітацією серед селян Орловського повіту Вятської губернії. Матір була дочкою настоятеля Хрестовоздвиженського храму Харкова — Павла Григоровича. Працював інженером та інженером-бригадиром інституту «Діпрококс» Міністерства чорної металургії СРСР. Паралельно, з 1937 року, став викладати у Харківському інституті інженерів комунального будівництва. З 1940 року працівник інституту «Діпросталь», де обіймав посади інженера-бригадира та начальника сектора водопостачання.
Під час Другої світової війни С. Андоньєв разом із співробітниками інституту брав участь у будівництві Актюбінського заводу феросплавів, був одним із керівників будівництва. Під його безпосереднім керівництвом було вирішено проблему водопостачання підприємства.
У 1944 році С. Андоньєв повернувся у Харків, продовжив роботу над питаннями водопостачання металургійних підприємств країни. З 1945 року він працював над проблемами охолодження металургійних агрегатів і 1946 року отримав авторське свідоцтво на винахід «Спосіб охолодження металургійних печей», яке в подальшому визначало напрямки розробки та запровадження випарювального методу охолодження елементів металургійних агрегатів. У 1947 році С. Андоньєв успішно захистив кандидатську дисертацію на тему «Водяне охолодження мартенівських печей», продовжуючи роботу над впровадженням та вдосконаленням випарювального охолодження, очолюючи в інституті «Діпросталь» науково-дослідницьку групу, а з 1949 року — сектор випарювального охолодження. Колектив спеціалістів під керівництвом С. Андоньєва займався розробкою, дослідженням та впровадженням випарювального охолодження мартенівських печей на Донецькому металургійному заводі. За розробку та освоєння нової системи охолодження мартенівських печей в 1951 році колектив був відзначений Сталінською премією І ступеня. У подальшому С. Андоньєв та його колектив займалися цією темою на всіх підприємствах чорної металургії Радянського Союзу, а з 1960-х років — і в країнах Азії, Європи, Америки та Австралії.
У 1958 році в Інституті чорної металургії АН СРСР успішно захистив докторську дисертацію на тему «Випарне охолодження доменних печей». Цього ж року Андоньєв став заступником директора Інституту «Діпросталь» з наукової частини. У 1961 році йому присвоєно вчене звання професора та у 1962 році одному з перших в Україні — Почесне звання «Заслужений винахідник України».
У 1966-му на базі наукової частини інституту «Діпросталь» ним було створено Всесоюзний науково-дослідний інститут з очистки технологічних газів та стічних вод і використання вторинних енергетичних ресурсів чорної металургії, директором якого він працював до 1975 року.
За цей час цим інститутом був виконаний великий обсяг проектних і науково-дослідних робіт, економічний ефект від яких становив сотні мільйонів карбованців на рік. Ліцензії на використання випарного охолодження були продані у багато країн світу, у тому числі й такі технічно передові, як Японія, США, Канада, Німеччина, Швеція, Бельгія, Франція та інші, що принесло країні мільйони доларів прибутку.
У 1975 році С. Андоньєв перейшов на посаду професора до Харківського інституту інженерів комунального будівництва, де до цього працював за сумісництвом ще з 1937 року як старший викладач, доцент та професор. Тут він читав курси «Водопостачання», «Очистка вод».
До 1984 року С. Андоньєв працював професором кафедри санітарної техніки.
Член КПРС з 1945 року.

## Науковий доробок
Сергій Андоньєв мав понад 100 авторських свідоцтв та патентів, він був автором понад 110 друкованих праць, з яких 10 монографій (5 з них перекладені на іноземні мови, а 3 видані у Японії, США, Німеччині). Він підготував одного доктора та 15 кандидатів технічних наук.
Він був спеціалістом в галузі технології очистки природних вод і промислового водопостачання. Активно займався науково-дослідницькою та винахідницькою діяльністю. Під його керівництвом в ХІІКБі працювала дослідницька лабораторія, що виконувала роботи фундаментального характеру, результати яких використовували усі металургійні підприємства України.
Список вибраних праць згідно Енциклопедії сучасної України:
- Устройство и эксплуатация испарительного охлаждения мартеновских печей. 1958;
- Испарительное охлаждение металлургических печей. 1970;
- Охлаждение доменных печей. 1972;
- Пылегазовые выбросы предприятий черной металлургии. 1973;
- Особенности промышленного водоснабжения. 1981.

## Нагороди
- Орден Леніна
- Орден Трудового Червоного Прапора
- Медаль «За трудову доблесть»

Меморіальна дошка Андоньєву у Харкові.

- Медаль «За доблесну працю у Великій Вітчизняній війні 1941—1945 рр.»
- Медаль «За відбудову підприємств чорної металургії Півдня»
- Срібна медаль ВДНГ (1967)
- Диплом ВДНГ першого ступеня (1951) «за особливі досягнення в області нової техніки за розробку і впровадження системи випарного охолодження мартенівських печей»
- Диплом учасника ВДНГ (1967) «за розробку і впровадження випарного охолодження доменних печей»
- Диплом учасника ВДНГ (1967) «за розробку і впровадження виносних пальників-реформаторів для опалення сталеплавильних печей природним газом»
- Сталінська премія (1951)
- Заслужений винахідник УРСР (1962)